# Matrice d'Eisenhower
Pour les articles homonymes, voir Matrice et Eisenhower.
 (avril 2023).
La matrice d'Eisenhower est un outil d'analyse et de gestion du temps qui permet de classer les tâches à faire en fonction de leur urgence ainsi que de leur importance.
Elle a été conçue d'après une citation de Dwight D. Eisenhower. Cette matrice est un tableau à double entrée :

Matrice d'Eisenhower

- Axe horizontal : urgence des tâches
- Axe vertical : importance des tâches

La matrice comprend donc quatre zones :
- A : activités importantes et urgentes, tâches à exécuter immédiatement et soi-même
- B : activités importantes mais peu urgentes, tâches à planifier et exécuter soi-même
- C : activités urgentes mais peu importantes, tâches à déléguer rapidement
- D : activités peu urgentes et peu importantes, tâches inutiles à abandonner

La méthode est implémentée dans des logiciels variés,,.

## Historique
Cette méthode visant à donner des priorités aux tâches aurait été inspirée par Dwight D. Eisenhower, 34e président des États-Unis, qui aurait un jour déclaré : « Ce qui est important est rarement urgent et ce qui est urgent rarement important ».
La matrice d'Eisenhower a été développée à partir de cette citation, comme moyen d'aider les gens à donner des priorités à leurs tâches.

## Analogie avec la criticité
Cette matrice présente des analogies avec la matrice de criticité. En effet, cette matrice dispose elle aussi d'un axe « importance », appelé « niveau de gravité », et d'un axe temporel, mais qui exprime une fréquence plutôt qu'un degré d'urgence.